# Tellurtetraiodid
Tellurtetraiodid ist eine anorganische chemische Verbindung des Tellurs aus der Gruppe der Iodide.

## Gewinnung und Darstellung
Tellurtetraiodid kann durch Reaktion von Tellursäure mit Iodwasserstoff gewonnen werden.
{\displaystyle \mathrm {Te(OH)_{6}+6\ HI\longrightarrow TeI_{4}+I_{2}+6\ H_{2}O} }
Es kann auch durch Reaktion von Tellur und Iod gewonnen werden, wobei je nach Reaktionsbedingungen auch Tellurdiiodid und Tellurmonoiodid entstehen können.
{\displaystyle \mathrm {Te+2\ I_{2}\longrightarrow TeI_{4}\rightleftharpoons TeI_{2}+I_{2}} }

## Eigenschaften
Tellurtetraiodid ist ein eisengrauer Feststoff, der sich in kaltem Wasser langsam, in warmem Wasser rasch zu Tellurdioxid und Iodwasserstoff zersetzt. Er ist beständig auch an feuchter Luft und zersetzt sich beim Erhitzen unter Iod-Abgabe. Er ist löslich in Iodwasserstoffsäure unter Bildung von H[TeI5] und etwas löslich in Aceton. Von Tellurtetraiodid sind fünf Modifikationen bekannt, die alle aus tetrameren Molekülen aufgebaut sind. Die δ-Form ist die thermodynamisch stabilste Form. Diese leitet sich (wie auch die α-,β- und γ-Form) strukturell von der ε-Form ab. Diese besitzt eine Struktur vom Kuban-Typ, die sich als aus vier über Halogenidbrücken verknüpften TeI3+I−-Einheiten zusammengesetzt beschreiben lässt. Die Formen unterscheiden sich dadurch, dass eine TeI3-Ecke des Würfels verschoben ist.